# بهارک (سرده)
بهارک (نام علمی: Corydalis) نام یک سرده از تیره شقایقیان است.